# Gana El Maghnaoui
Gana El Maghnaoui (en árabe: قانا المغناوي), nacido el 2 de febrero de 1958, es un cantante, letrista y compositor argelino de raï.

## Biografía
De Maghnia (provincia de Tlemcen), Mourad Gana, más conocido con el nombre de Gana El Maghnaoui, nació el 2 de febrero de 1958 en Maghnia, Argelia. Como músico, toca el violín y la trompeta. Su debut en la música rai se remonta a 1973. Formó parte de la orquesta de la sección de Orán de la RTA (1974–1980), luego en Argel. En 1978, lanzó dos EP y un año después grabó un casete de 8 pistas. Abandonó su carrera musical a finales de los setenta, en 1986 regresa con el éxito At ezzergha nsel rani y una versión de Bouteldja Belkacem Milouda, la multa Kunti, siendo un éxito a mediados de los ochenta.